# Krzewo (województwo podlaskie)
Krzewo – wieś w Polsce położona w województwie podlaskim, w powiecie łomżyńskim, w gminie Piątnica.
Wierni kościoła rzymskokatolickiego należą do parafii św. Jakuba Apostoła w Drozdowie.

## Historia
Dawniej prywatna wieś szlachecka położona była w drugiej połowie XVI wieku w powiecie wiskim ziemi wiskiej województwa mazowieckiego. W 1827 r. było tu 12 domów i 189 mieszkańców. Folwark Krzewo Grodzanowo zajmował 1200 mórg. Był tu jeden budynek murowany i dziesięć drewnianych.
W latach 1921–1939 wieś i folwark leżał w województwie białostockim, w powiecie łomżyńskim, w gminie Drozdowo.
Według Powszechnego Spisu Ludności z 1921 roku zamieszkiwało:
- wieś – 299 osób, 295 było wyznania rzymskokatolickiego, 4 mojżeszowego. Jednocześnie wszyscy mieszkańcy zadeklarowali polską przynależność narodową. Było tu 47 budynków mieszkalnych.
- folwark – 89 osób w 5 budynkach mieszkalnych[9].

Miejscowości należały do parafii rzymskokatolickiej w Drozdowie. Podlegała pod Sąd Grodzki i Okręgowy w Łomży; właściwy urząd pocztowy mieścił się w Łomży.
W wyniku napaści ZSRR na Polskę we wrześniu 1939 miejscowość znalazła się pod okupacją sowiecką. Od czerwca 1941 roku pod okupacją niemiecką. Od 22 lipca 1941 do 1945 włączona w skład Landkreis Lomscha, Bezirk Bialystok III Rzeszy.
Do 1954 roku miejscowość należała do gminy Drozdowo. Z dniem 18 sierpnia 1945 roku została wyłączona z woj. warszawskiego i przyłączona z powrotem do woj. białostockiego. W latach 1975–1998 miejscowość administracyjnie należała do województwa łomżyńskiego.
Pod koniec XIX w. wieś należała do gminy i parafii Drozdowo. Folwark Wiktorzyn liczył 478 mórg. Było 10 budynków murowanych, 7 drewnianych. 
W okresie międzywojennym posiadłość ziemską miał tu Antoni Pieńkowski (841 mórg).
W latach 1975–1998 miejscowość administracyjnie należała do województwa łomżyńskiego.